# Avni Mula
Avni Mula, född den 4 januari 1928 i Gjakova i Kosovo i dåvarande Jugoslavien, död 29 oktober 2020 i Tirana, var en albansk sångare, kompositör och musiker. För sina insatser inom musiken har han mottagit några av de mest framstående utmärkelserna från den albanska regeringen, Folkets artist i Albanien och Nderi i Kombit-medaljen.

## Biografi

### Privatliv
Avni Mula flyttade från Gjakova i Kosovo till Shkodra i Albanien som barn, och efter det andra världskriget flyttade han till Albaniens huvudstad Tirana. Han studerade vid Moskvakonservatoriet och tog examen år 1957 som lyriksångare. Mula var bosatt i Tirana och hade tillsammans med den rysk-albanska sopranen Nina Mula dottern Inva Mula, som även hon är en sopransångare. 

### Karriär
Avni Mula är både en framgångsrik sångare och kompositör. Mula var tidigare medlem i ensemblerna Ansambli i Kenges dhe Valleve och Ansambli i Ushtrise. Dessutom har han även vunnit många priser både som kompositör och sångare i den årliga musiktävlingen Festivali i Këngës som hålls varje år i Tirana. Avni Mula är en baryton.
År 1998 var Mula en av medlemmarna i den jurygrupp som gav Albërie Hadërgjonaj segern i Festivali i Këngës samma år med låten "Mirësia dhe e vërteta". Detta innebar den första kosovoalbanska segraren i tävlingen någonsin.